# Châdi Abdessalam
Châdi Abdessalam (arabe : شادي عبد السلام)  (aussi Chadi Abdel Salam), né à Alexandrie le 15 mars 1930 et mort le 8 octobre 1986, est un réalisateur et scénariste égyptien.

## Biographie
Châdi Abdessalam fait ses études en Angleterre et à l'École des Beaux-Arts du Caire. Il est célèbre pour son premier long métrage, La Momie, véritable chef-d'œuvre du cinéma égyptien, mais n'a pu achever Akhenaton, son projet colossal. Il a réalisé et soutenu de nombreux courts et moyens métrages et a dirigé à partir de 1968 le Centre expérimental du film au Caire.

## Filmographie
- 1969 : La Momie (al-Mumiâ')
- 1970 : Le Paysan éloquent (Al-Fallâh al-fassîh)
- Inachevé : Akhenaton